# Горлач (птах)

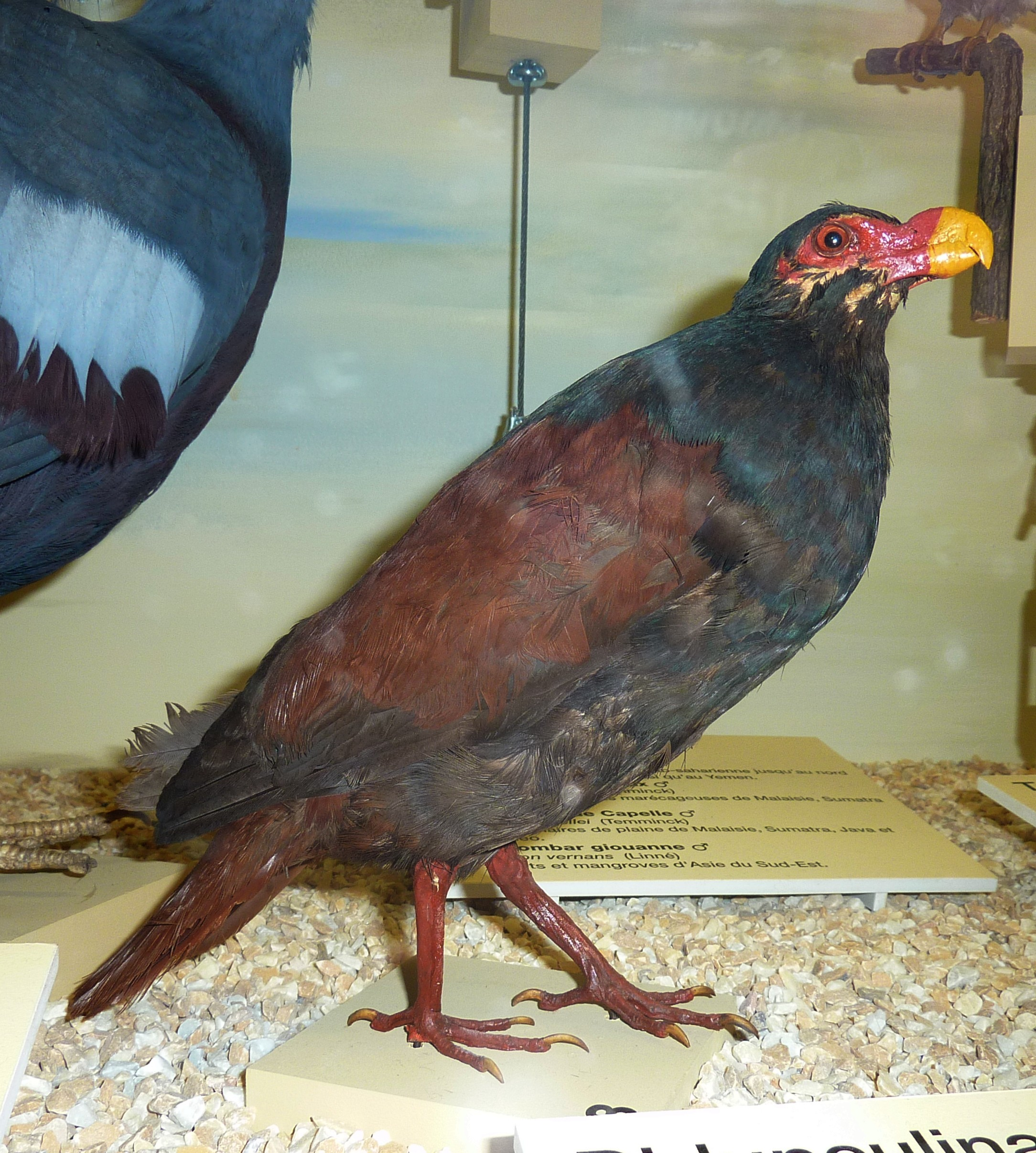
Опудало в музеї Женеви

Горлач (Didunculus strigirostris) — єдиний вид птахів підродини Didunculinae родини голубових. Національний птах держави Самоа.

## Опис
Розміром з сизого голуба (довжина тіла досягає близько 33 см). Хвіст короткий. Дзьоб високий, стислий з боків, на боках з кожного боку по 3 зубці (звідси назва). Голова, шия і черевце чорно-зелені; спина, крила і хвіст червоно-каштанові.

## Поширення
Поширений у Полінезії на островах Уполу і Саваї (Західний Самоа). Мешкає на покритих лісом гірських схилах на висоті 300—1400 м над рівнем моря, але тримається переважно на землі. Живиться плодами і ягодами.

## Збереження
Майже винищений людиною і знаходиться під охороною. Загальна популяція цього виду оцінюється приблизно в 200-300 особин.